# テキサス州の回廊地帯
テキサス州の回廊地帯（アメリカ英語、Texas Panhandle）とは、アメリカ合衆国のテキサス州の最北端に存在する、北へと細長く伸びている場所のことである。基本的にはテキサス州の最北端のメルカトル図法で書かれた地図上では四角形に描かれる一角のことを指しているものの、それよりもやや南の地域まで拡大解釈する場合もある。なお、英語のアメリカ方言では、ある州の支配地域が他州に向けて細長く突き出した部分をフライパンの取っ手に見立てて「panhandle」（パンハンドル）と書くが、このテキサス州の回廊地帯にはパンハンドル (テキサス州)と言う名称の村（人口約2500人）も存在する。

## 境界について

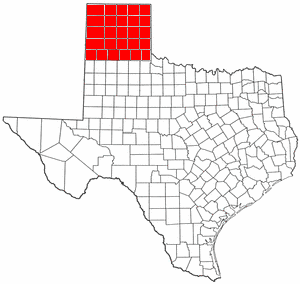
テキサス州の地図。赤く塗られた部分がテキサス州に存在する回廊地帯である。ただし、この赤く塗られた部分よりも南へ拡張した見方をする者も見られる。

アメリカ合衆国の地図。赤く塗られた部分が、アメリカ合衆国の州に存在する「panhandle」と呼ばれている部分である。ちょうどテキサス州の回廊地帯の北端が、オクラホマ州の回廊地帯の南端と接していることが判る。

テキサス州の回廊地帯には、例えばアメリカ合衆国領であるテキサス州と、メキシコとの境界にはリオ・グランデ川が存在しているけれども、このような境界とは違って、テキサス州の回廊地帯と他州との境界には明確な地形的な目印が存在しない。すなわち、テキサス州の回廊地帯は、地形的な条件とは無関係に、緯度と経度とを用いて人工的に境界が設定された場所である。ところで、英語のアメリカ方言では、ある州の支配地域が他州に向けて細長く突き出した部分のことを「panhandle」と書くが

、アメリカ合衆国の州には何箇所か「panhandle」と呼ばれる回廊地帯が存在しており、テキサス州の隣に存在するオクラホマ州にも「panhandle」と呼ばれる回廊地帯が存在している。そして、テキサス州の回廊地帯の北端とオクラホマ州の回廊地帯の南端とは境を接している。この他、テキサス州の回廊地帯の東端もオクラホマ州との州境であり、これは西経100度線である。なお、テキサス州の回廊地帯の西端とオクラホマ州の回廊地帯の西端は、共にニューメキシコ州の北東部と接している。また、テキサス州の回廊地帯は北へと伸びている回廊地帯であることから明らかなように、この回廊地帯の南端は当然ながらテキサス州であり、西からパーマー郡、カストロ郡、スウィッシャー郡、ブリスコ郡、ホール郡、チルドレス郡のそれぞれ南端から成っている。ただし、テキサス州の教科書では、これらの中では中央に存在するスウィッシャー郡が、このテキサス州の「panhandle」と呼ばれる部分の南端であると定義されている他、場合によっては、上図（テキサス州の地図）の赤く塗られた部分よりもさらに南のラボック郡が、このテキサス州の「panhandle」と呼ばれる部分の最南端であると拡大解釈する例も見られる

。
したがって、地理学的な意味の回廊地帯とテキサス州の「panhandle」と呼ばれ得る部分とは、完全には一致しない場合もあることが判る。

## 面積と人口密度
テキサス州の回廊地帯の陸地の部分の面積は約6万6883.58km2であり、これはテキサス州の全面積の約1割に当たる。なお、この他に約162.53km2の水域が含まれるため、テキサス州の回廊地帯の全体の面積は、約6万7046.1km2である

。
また、2010年のアメリカ合衆国の国勢調査によれば、テキサス州の回廊地帯の住人の数は42万7927人であり、これはテキサス州全体の人口の約1.7％に当たる。よって、2010年時点でのテキサス州の回廊地帯における人口密度は、約6.4 (人/km2）と計算できる。参考までに、この地域の主要都市としては、2010年現在で人口約19万人の人口を要するテキサス州の回廊地域で最大の都市であるアマリロを筆頭として、他に2010年現在人口1万人を超えているボージャー、キャニオン (テキサス州)、デュマ (テキサス州)、ヘリフォード (テキサス州)、パンパ (テキサス州)の6都市が挙げられる。

## 風力の利用
テキサス州の回廊地帯は、比較的いつも強い風が安定的に吹いているために風力の利用が盛んであり、特に2008年までの10年間で、この地域における風力利用は大きく伸びた

。
2008年現在で、en:Mesa Power LPは約1000 (MW)の風力発電設備を持っており、以降も風力発電設備の増強計画が存在していることを発表した

。
この他にも、例えば2007年に完成した出力161 (MW)のワイルドオレイド風力発電所なども存在している。

## テキサス州の回廊地帯に存在する郡
テキサス州の回廊地帯に存在する郡は、通常、以下の合計26の郡であるとされている

。
つまり、上図（テキサス州の地図）の赤く塗られた部分に存在する26郡である。
- アームストロング郡
- ウィーラー郡
- オチルツリー郡
- オールダム郡
- カストロ郡
- カーソン郡
- グレイ郡
- コリングズワース郡
- シャーマン郡
- スウィッシャー郡
- ダラム郡 - テキサス州の回廊地帯の北西角に存在する郡。
- チルドレス郡
- デフスミス郡
- ドンリー郡
- ハッチンソン郡
- ハートリー郡
- パーマー郡
- ハンスフォード郡
- ブリスコ郡
- ヘンフィル郡
- ポッター郡
- ホール郡
- ムーア郡
- ランドール郡
- リップスコム郡 - テキサス州の回廊地帯の北東角に存在する郡。
- ロバーツ郡

## その他
テキサス州の回廊地帯にはカナディアン川と言う河川が流れており、この付近では概ね北東の方向へと流れている。このことから、かつてこの川はカナダへと流れてゆくのだろうと予想して、だからこの川を「カナディアン川」と命名したという説も存在する。なお後に、この川は実際のところはミシシッピ川水系の河川の1つであることが判明し、カナダへと至る川ではなかったことが明らかになった。